# Philippe De Wulf
Philippe De Wulf (6 november 1979) is een voormalig Belgisch zwemmer gespecialiseerd in de schoolslag en wisselslag. De Wulf was in België ongeslagen op de 200 m schoolslag tussen 2001 en 2004. Hij is meervoudig Belgisch kampioen, zowel op korte baan (25m bad) als lange baan (50m bad). In 2002 werd hij uitgeroepen tot sportpersoonlijkheid van de Stad Gent. Hij zwom bij Royal Ghent Swimming Club en werd er gecoacht door Carine Verbauwen.

## Belangrijkste resultaten
| Jaar | Olympische Spelen | WK langebaan | WK kortebaan        | EK langebaan | EK kortebaan                                           |
| ---- | ----------------- | ------------ | ------------------- | ------------ | ------------------------------------------------------ |
| 2001 |                   |              |                     |              | Antwerpen, BEL 24e 100m schoolslag 19e 200m schoolslag |
| 2002 |                   |              | Moscow, RUS Forfait |              | Riesa, GER 23e 100m schoolslag 14e 200m schoolslag     |

## Persoonlijke records
Bijgewerkt tot en met 1 december 2010

### Kortebaan
| Afstand         | Tijd    | Datum            | Plaats       |
| --------------- | ------- | ---------------- | ------------ |
| 50m schoolslag  | 29.10   | 22 november 2001 | Nijlen       |
| 100m schoolslag | 1.01.63 | 20 november 2002 | Saint-Dizier |
| 200m schoolslag | 2.12.99 | 21 november 2001 | Saint-Dizier |

### Langebaan
| Afstand         | Tijd    | Datum                | Plaats    |
| --------------- | ------- | -------------------- | --------- |
| 50m schoolslag  | 29.50   | 1 augustus 2002      | Charleroi |
| 100m schoolslag | 1.04.89 | 2 augustus juli 2003 | Charleroi |
| 200m schoolslag | 2.18.90 | 22 mei 2003          | Charleroi |